# Huta trzyniecka
Huta trzyniecka (cz. Třinecké železárny, w skrócie TŻ, niem. Trzynietzer Eisenwerk, ciesz. Werk) – huta żelaza i stali w Trzyńcu, w kraju morawsko-śląskim w Czechach. TŻ produkuje ponad jedną trzecią całej stali w Czechach (około 2,5 miliona ton rocznie). Od samego założenia w hucie wytworzono ponad 150 milionów ton surowej stali. Ważnym udziałowcem spółki jest Moravia Steel, największa w Czechach korporacja metalurgiczna kontrolowana przez kapitał krajowy.

## Historia

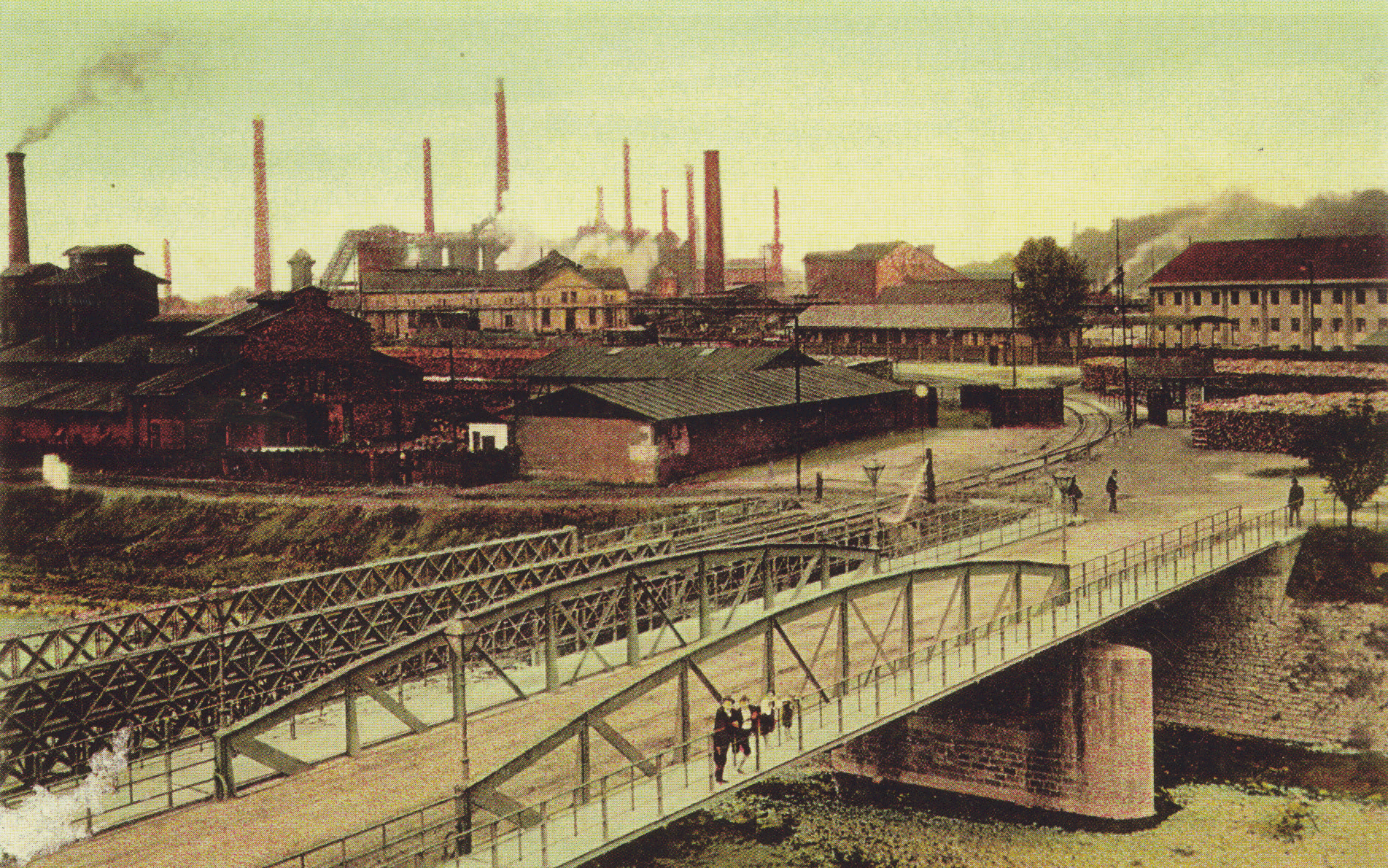
Huta trzyniecka w 1910 (na pierwszym planie most na rzece Olzie)

Na decyzję o budowie huty na terenie należącym do arcyksięcia Karola Ludwika Habsburga, zarządzanym przez Komorę Cieszyńską, miało wpływ kilka czynników. Po pierwsze obszar ten był bogaty w wapień, rudę żelaza, glinę, natomiast rzeka Olza mogła pełnić funkcję źródła energii. Dodatkowo okolica oferowała wystarczającą ilość siły roboczej i leżała na szlaku handlowym na Górne Węgry (dzisiejsza Słowacja). Budowa pierwszego pieca hutniczego rozpoczęła się w 1836, a huta zaczęła pracować w 1839, od razu stając się największą na Śląsku Cieszyńskim. Z początku do zasilania pieców używano węgla drzewnego, produkowanego ze ściętych w Beskidzie Śląskim i dzisiejszym Morawsko-Śląskim drzew, które spływały Olzą dopiero na wiosnę, gdy śniegi topniały, a poziom rzeki się unosił. To właśnie Olza była najważniejszym środkiem transportu aż do lat 70., kiedy zakłady zostały zmodernizowane i wybudowano nowy kanał dostarczający większą ilość wody. Ogromny wpływ na rozwój huty miało też otwarcie Kolei Koszycko-Bogumińskiej w 1871. Jednak to Olza była dalej wykorzystywana do spłukiwania odpadów hutniczych, a pierwsza oczyszalnia wody powstała dopiero w 1927. W 1906 Komora Cieszyńska sprzedała majątek Austriackiemu Przedsiębiorstwu Hutniczo-Górniczemu (Österreichische Berg- und Hüttenwerkgesellschaft) z siedzibą w Wiedniu. Zakład był dalej unowocześniany, a walcownię jako jedną z pierwszych na świecie zelektryfikowano. Huta była w tym czasie największą w Austro-Węgrzech.
Od czasu podziału Śląska Cieszyńskiego w 1920, trzyniecka huta stała się jednym z najważniejszych ośrodków przemysłowych Czechosłowacji. Właściciel przeniósł się pierw z Wiednia do Brna, zmieniający przy tym nazwę, a w 1930 do Pragi. W okresie międzywojennym zatrudniała blisko 6000 osób, a w 1929 produkowała więcej niż 23% czechosłowackiej stali i 31% wyrobów walcowanych. W 1938 wraz z Zaolziem została przejęta przez Polskę, a majątek wszedł w skład nowo założonej korporacji Spółka Górnicza i Hutnicza Karwina-Trzyniec, Spółka akcyjna, Cieszyn. Podczas II wojny światowej ich miejsce zajęli Niemcy oraz Berg- und Hüttenwerksgesellschaft Karwin-Trzynietz, Aktiengesellschaft.

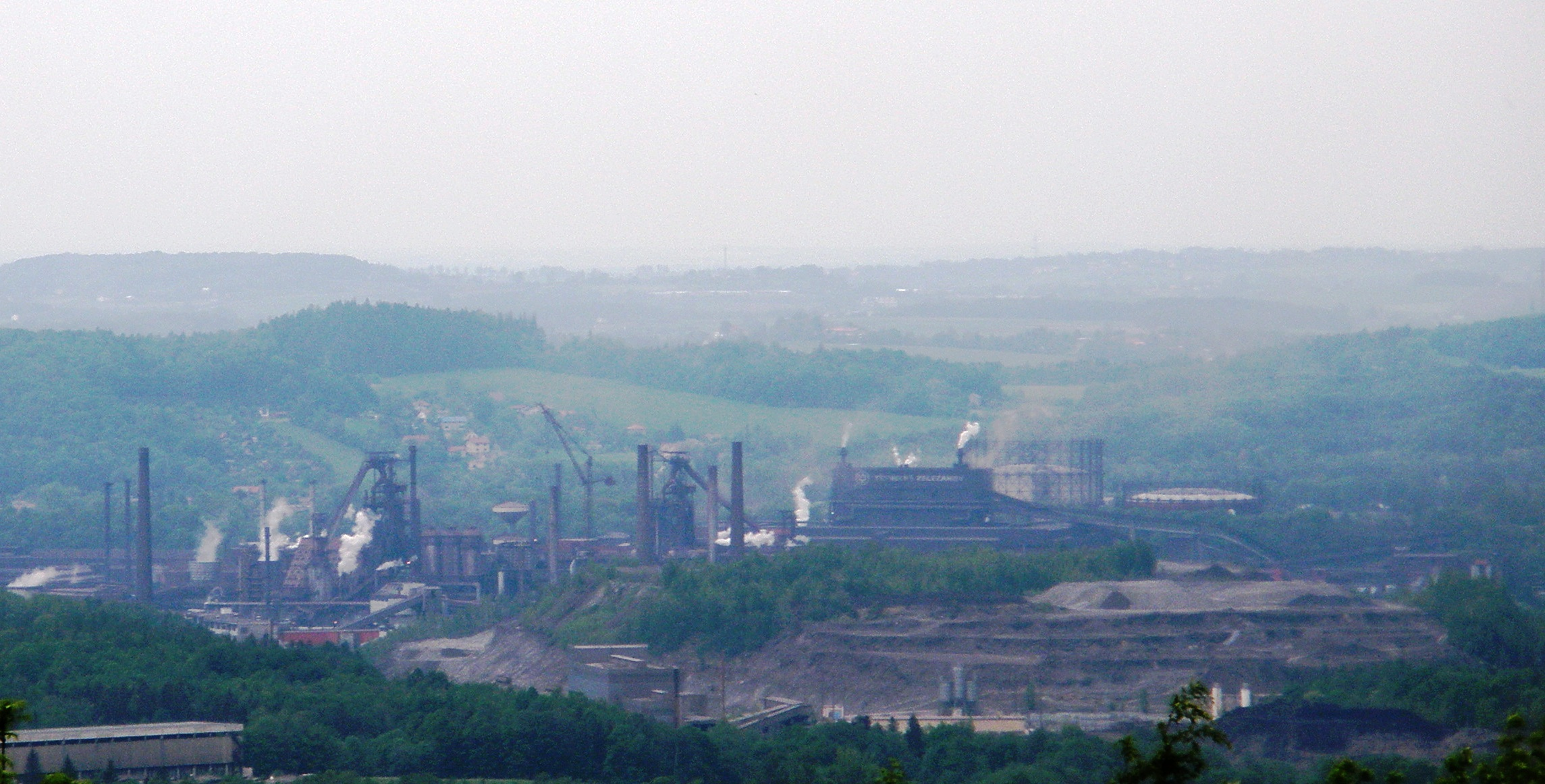
Huta widziana z Jaworowego

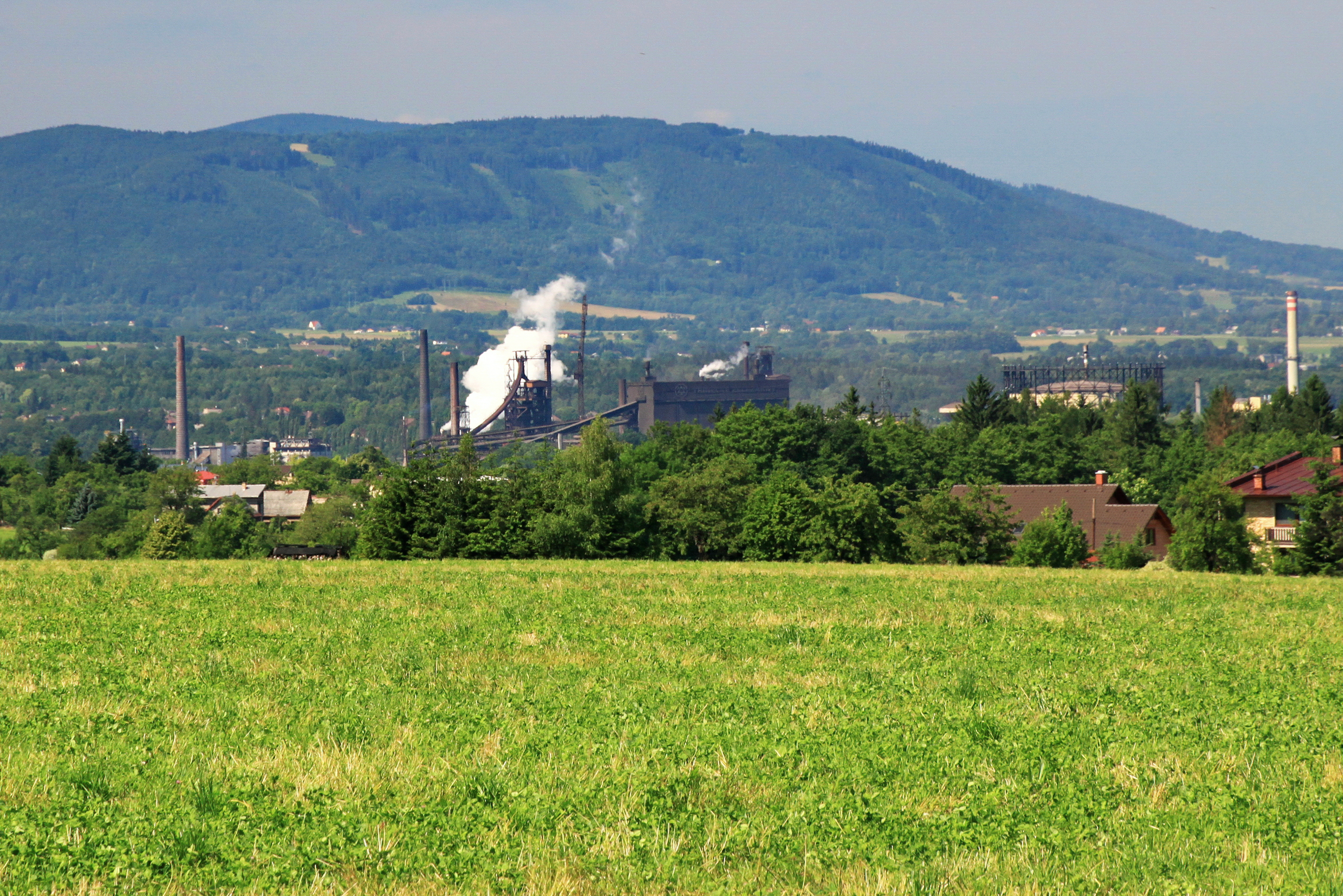
Widok na Hutę trzyniecką i Beskid Morawsko-Śląski

W 1946 huta została upaństwowiona przez Czechosłowację i dalej rozbudowywana, gdyż w tym okresie przemysł ciężki ustanowił bardzo ważną gałąź gospodarki. Była i nadal jest to największa huta stali w kraju i wciąż ma znaczący wpływ na przemysłowe miasto Trzyniec i okolicę, na ich charakter, demografię i zanieczyszczenie powietrza, choć to ostatnie zostało znacząco zredukowane od dnia upadku komunizmu w 1989. Również nowoczesne systemy oczyszczania wody zapewniają, że odpływ wody z fabryki jest prawie tak czysty, jak ta napływająca.
Od 1960 do 1980 huta odgrywała ważną rolę w życiu regionu. Znacząco przyczyniła się do poprawy infrastruktury i sieci transportowej. W Beskidach wybudowano wiele ośrodków wczasowych i wypoczynkowych.

## Współczesność

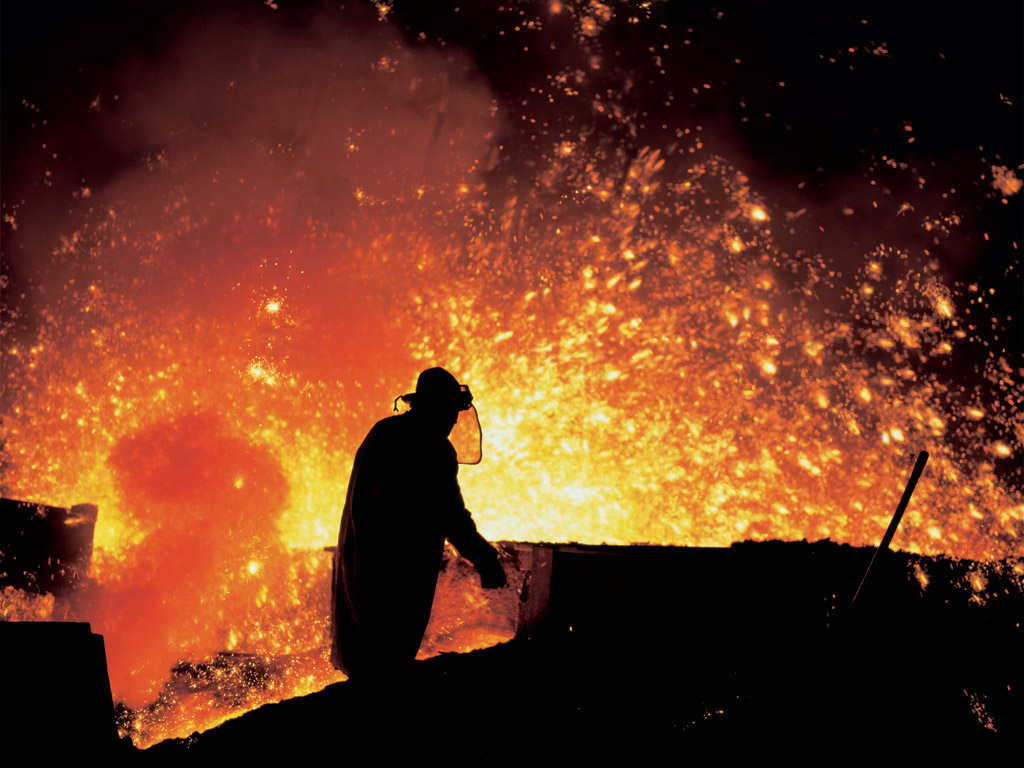
Pracownik huty przy piecach

Huta to główny pracodawca w okolicy. W 2009 zatrudniała 5319 osób, jednak liczba ta zmniejsza się od lat. Przykładowo, w 1998 było to 9276 pracowników a w czasach komunistycznych nawet 15000. Obecnie huta ukierunkowana jest na przetwarzanie stali w procesie zasadowego konwertora tlenowego, w tym na przykład na produkcję szyn kolejowych.
Firma jest głównym sponsorem miejscowego zespołu hokejowego HC Oceláři Trzyniec (Hutnicy).

## Huta trzyniecka w kulturze  popularnej
Huta jest głównym motywem piosenki pt. Rohajz z płyty Tustela (ciesz. tu stąd) zespołu BLAF, śpiewającego w gwarze cieszyńskiej.